# Crăciunul unui vagabond
Crăciunul unui vagabond (engleză: A Hobo's Christmas) este un film TV american dramatic din 1987 regizat de Will Mackenzie. A avut premiera la 6 decembrie 1987 în rețeaua CBS.

## Prezentare
Un vagabond, Chance (Barnard Hughes), rătăcește prin mai multe locuri până când ajunge de Crăciun în orașul său natal. Chance încearcă să se împace cu familia sa pe care o părăsise de 25 de ani. Dar fiul său nu-l poate ierta, dar îi acordă o singură zi pe care să o petreacă alături de familie pentru a-și cunoaște nepoții. La sfârșitul zilei, Chance trebuie să plece și să nu se mai întoarcă niciodată...

## Distribuție
- Barnard Hughes - Chance (Hobo)
- Gerald McRaney - Charlie
- Wendy Crewson - Laurie
- William Hickey - Cincinnati Harold
- Harley Cross - Bobby Grovner
- Helen Stenborg - Mrs. Gladys Morgan
- Michael Flynn - Priest
- Lee Weaver - Biloxi Slim
- Jamie Sorrentini - Kathy Grovner
- Michael Rudd - Omaha John Boswell
- Logan Field - Lt. Nielsen
- Alan Gregory - Desk Clerk
- Laura Hughes - Carolina Blue
- Dana Cutrer - Cajun
- Donré Sampson - Desk Sergeant

## Vezi și
- Listă de filme de Crăciun de televiziune sau direct-pe-video